# 야스히토 친왕비 세쓰코

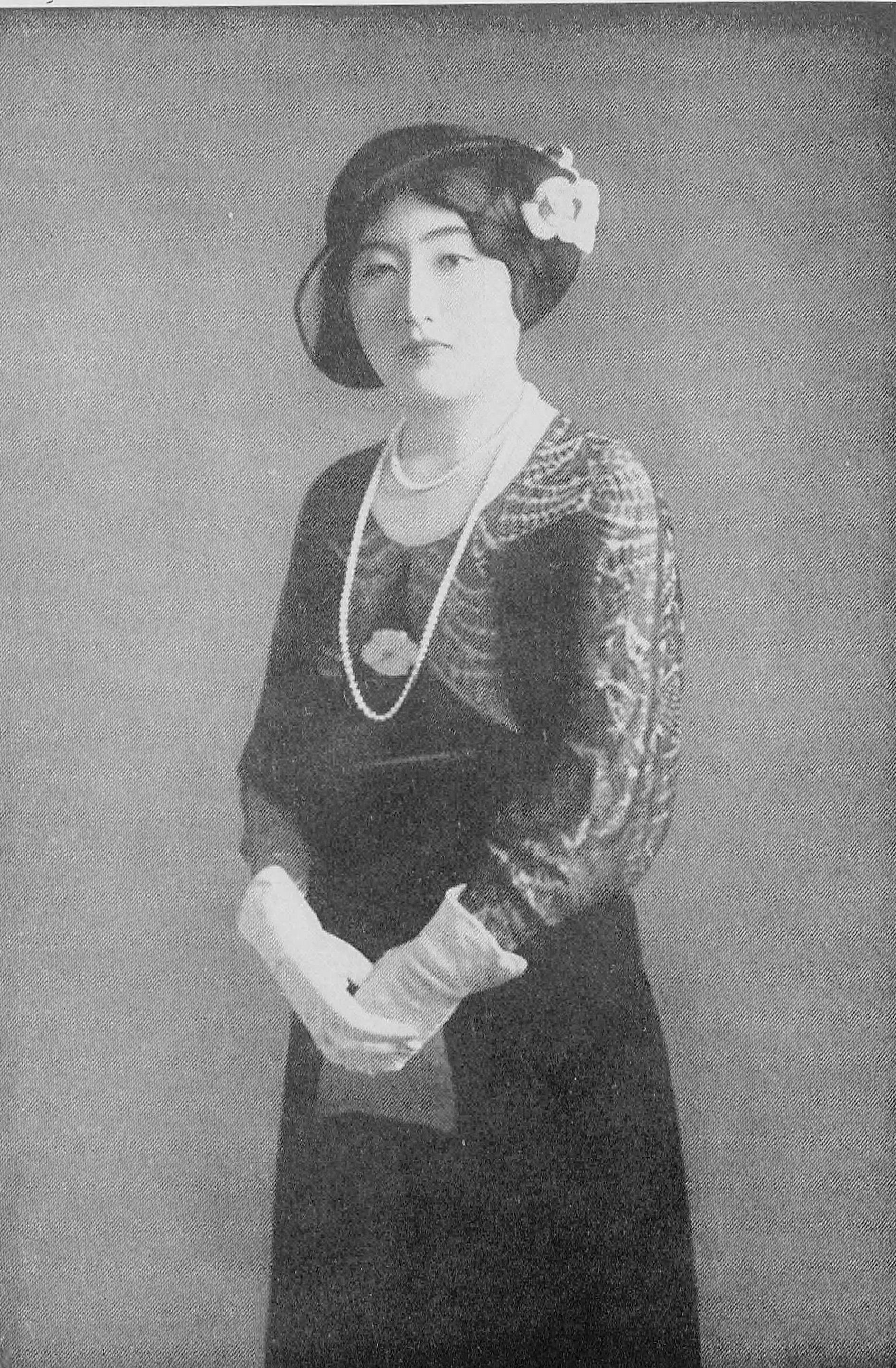
마쓰다이라 세쓰코

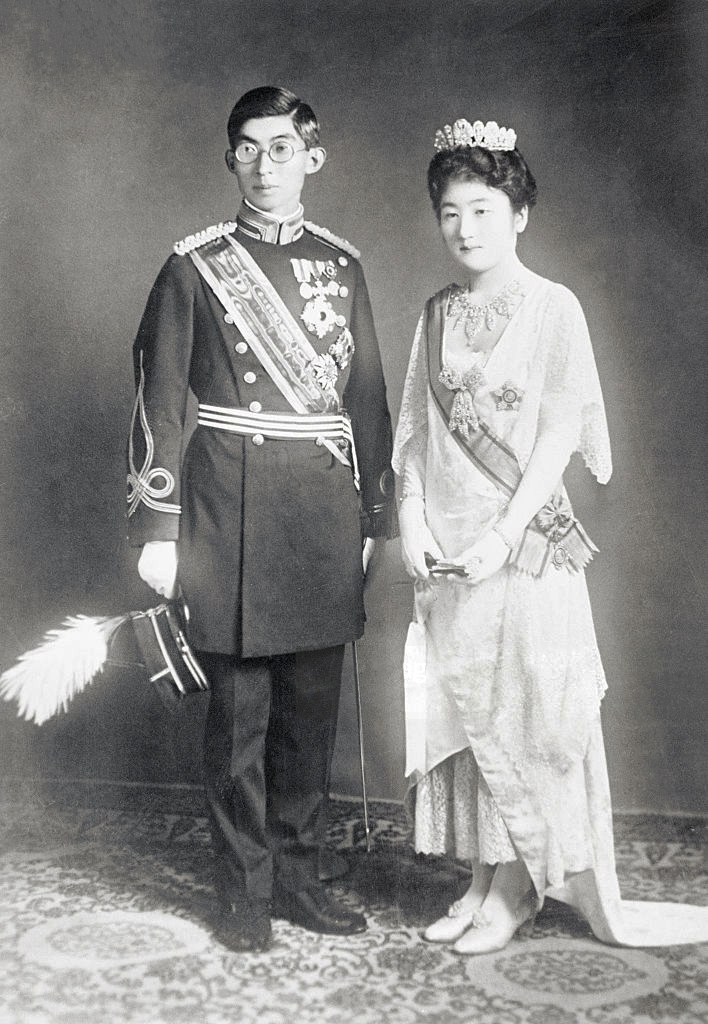
지치부노미야 부부의 결혼식

야스히토 친왕비 세쓰코(일본어: 雍仁親王妃勢津子, 1909년 9월 9일 ~ 1995년 8월 25일)는 일본의 황족으로 지치부노미야 야스히토 친왕의 비이다. 혼인 전의 이름은 마쓰다이라 세쓰코(일본어: 松平節子).
조부는 옛 아이즈번주 마쓰다이라 가타모리, 친부는 외교관 마쓰다이라 쓰네오, 친모는 나베시마 나오히로 후작의 딸 노부코(信子)이다. 양부는 마쓰다이라 모리오이며 친부 쓰네오의 동생이다.
신위는 친왕비. 어인(御印)은 국화이다.

## 같이 보기
- 이방자, 마쓰다이라 요시코 - 세쓰코의 이종사촌
- 도쿠가와 쓰네나리 - 세쓰코의 조카